# محمد مصطفى رمضان
محمد مصطفى رمضان (23 نوفمبر 1944 - 11 أبريل 1980) كاتب وصحفي ليبي عمل مذيعا في إذعة بي بي سي عربي وأحد كتاب مجلة المجتمع الكويتية، عرف بصوته المميز وسلامة لغته وعبارته المشهورة «سلام من الله ورحمة منه وبركات»، أغتيل على يدي رجال القذافي أثناء موجة إغتيالات ضد معارضيه في أوروبا.

## حياته
ولد محمد مصطفى رمضان سنة 23 نوفمبر 1944 بمصر وأنهى دراسته الابتدائية فيها، عاد إلى ليبيا سنة 1957، ليواصل دراسته الاعدادية والثانوية.
التحق بالإذاعة الليبية في 1963 أثناء دراسته في مدرسة طرابلس الثانوية، والتحق بالجامعة الليبية وتوقف عن الدراسة، ليتفرغ للإذاعة تفرغا كاملا.
عمل بالقسم العربي بهيئة الإذاعة البريطانية سنة في 1966 كموظف، ثم كمذيع ومقدم برامج.
وانتسب سنة 1971 أثناء عمله بالإذاعة بلندن بكلية الحقوق، بجامعة محمد الخامس بالرباط، وتحصل منها على شهادة في الحقوق. كما انتسب إلى جامعة برمنغهام قسم الدراسات الإسلامية، لمواصلة دراسته العليا عن «نظام الحكم في الإسلام». متزوج من السيدة نادية وله بنت واحدة اسمها حنان كان عمرها أربع سنوات عندما قُتل والدها يوم الجمعة 11 أبريل 1980.

## إغتياله
أغتيل بعد صلاة الجمعة أثناء الخروج من مسجد ريجنت بارك بلندن على يد عضوين من اللجان الثورية.
أذاعت خبر مقتله زميلته في إذاعة بي بي سي هدى الرشيد.